# Rocafuerte (canton)
Rocafuerte est un canton d'Équateur situé dans la province de Manabí.